# Лонки
Лонки́ — село в Україні, у Волочиській міській територіальній громаді Хмельницького району Хмельницької області. Населення становить 486 осіб.

## Історія
У 1906 році село Авратинської волості Старокостянтинівського повіту Волинської губернії. Відстань від повітового міста 65 верст, від волості 15. Дворів 82, мешканців 561.
7 (20) листопада 1917 року, відповідно до Третього Універсалу Української Центральної Ради, увійшло до складу Української Народної Республіки.
12 червня 2020 року, відповідно до розпорядження Кабінету Міністрів України № 727-р «Про визначення адміністративних центрів та затвердження територій територіальних громад Хмельницької області», увійшло до складу Волочиської міської громади.
19 липня 2020 року, в результаті адміністративно-територіальної реформи та ліквідації Волочиського району, увійшло до складу новоутвореного Хмельницького району.

## Герб та прапор
Затверджені 9 лютого 2018 р. рішенням № 1409 XXXIV сесії міської ради VII скликання. Автори — В. М. Напиткін, К. М. Богатов, І. С. Горбановська, Г. С. Бандурко, О. С. Мазур.
В зеленому щиті золоте жорно, супроводжуване по сторонам і знизу трьома золотими безантами. В червоній главі, перетятій зеленою нитяною балкою, три пробитих золотих кільця з хвилястими обідками, заповнених поперемінно лазуровими і срібними хвилястими нитяними балками. Щит вписаний у декоративний картуш і увінчаний золотою сільською короною. Унизу картуша напис «ЛОНКИ».
Жорно — символ хліборобства і випікання хліба в селі; три безанти (монети) — знак легендарного скарбу, загубленого паном; три джерела («лунки») означають назву села (герб є промовистим), водночас три його історичні частини. Дві червоні смуги означають двох Героїв Соціалістичної Праці, вихідців з села.